# Allacta luteomarginata
Allacta luteomarginata är en kackerlacksart som först beskrevs av Hanitsch 1923.  Allacta luteomarginata ingår i släktet Allacta och familjen småkackerlackor.
Artens utbredningsområde är Singapore. Inga underarter finns listade i Catalogue of Life.